# Cibitoke (tỉnh)
Cibitoke là một trong 18 tỉnh của Burundi.

## Hành chính
Tỉnh được chia thành 6 xã:
- Buganda
- Bukinanyana
- Mabayi
- Mugina
- Murwi
- Rugombo